# Inquisitor elachystoma
Inquisitor elachystoma é uma espécie de gastrópode do gênero Inquisitor, pertencente a família Pseudomelatomidae.